# Fajzabad (Dżozdżan)
Fajzabad – miasto w północnym Afganistanie, w prowincji Dżozdżan. Jest stolicą powiatu Fajzabad. W 2021 roku liczyło prawie 48 tys. mieszkańców.